# ぺこマリ体操
『ぺこマリ体操』（ぺこまりたいそう）は、ホロライブ所属のバーチャルYouTuber・兎田ぺこらと宝鐘マリンによるオリジナル楽曲。2025年8月1日にYouTubeにて振付動画が公開された。

## 概要
「ぺこマリ体操」は、2人の個性を前面に押し出した明るくポップな体操ソングで、子供から大人まで楽しめる振り付けが特徴。歌詞は2人の口癖や他ホロメンの配信ネタを盛り込みながら、「毎日元気に楽しくすごす」ことをテーマとしている。

## 企画背景
8月2日から16日までの15日間、毎朝7時に配信される夏休み限定イベント「ぺこマリラジオ体操」で、ホロメンが日替わりで登場する。本楽曲は、その中心的コンテンツとして、健康的な朝のスタートを盛り上げる役割を担っている。

## 関連特典
参加メンバーには「夏の新衣装」、FLOWGLOW向けには「ミニキャラ3Dモデル」といった豪華特典が用意されている。